# Deathless
Deathless (jap. デスレス) ist ein Mangaserie von Kōshi Rikudō, die von 2010 bis 2016 in Japan erschien. Das Werk ist in die Genres Seinen und Etchi einzuordnen.

## Inhalt
Die Jura-Studentin Mizuki lebt zusammen mit ihren Großeltern in einem Tempel im Wald. Als der das Ziel von Spekulanten wird und Mizukis Großeltern eines Abends nicht da sind, wird sie überfallen und ermordet. Doch während sie stirbt, wird sie von den Geschwistern Suzaku und Kamado gerettet. Die beiden Dämonen ernähren sich von der Lebenszeit der Menschen und können bei einem Mord den Täter und das Opfer komplett „aussaugen“. Während Kamado den Mörder dadurch umbringt, erweckt Suzaku Mizuki wieder zum Leben und durch den zum Aussaugen nötigen Körperkontakt findet sich Mizuki plötzlich in Suzakus Körper wieder. In diesem, deutlich erotischeren als dem eigenen, fühlt sie sich unwohl. Ihre Großeltern akzeptieren ihre Verwandlung überraschend schnell. So muss Mizuki nun in diesem neuen Körper ihr Leben als Studentin fortsetzen. Nebenbei lebt auch Suzaku in dem Körper weiter und damit dieser nicht zerfällt, muss sie sich regelmäßig von der Lebenszeit anderer Menschen ernähren. Daher findet sich Mizuki nun öfters nackt in den Armen fremder Menschen, die Opfer von Suzaku geworden sind.

## Veröffentlichung
Die Serie erschien in Japan zunächst von 2010 bis 2016 im Magazin Young King beim Verlag Shonengahosha. Dieser brachte die Kapitel auch in 12 Sammelbänden heraus. Eine deutsche Übersetzung der Bände erschien von April 2012 bis Mai 2018 komplett bei Planet Manga. Der gleiche Verlag brachte auch eine italienische Fassung heraus, eine chinesische erschien bei Tong Li Publishing.